# 1119
Năm 1119 là một năm trong lịch Julius.